# 손인형

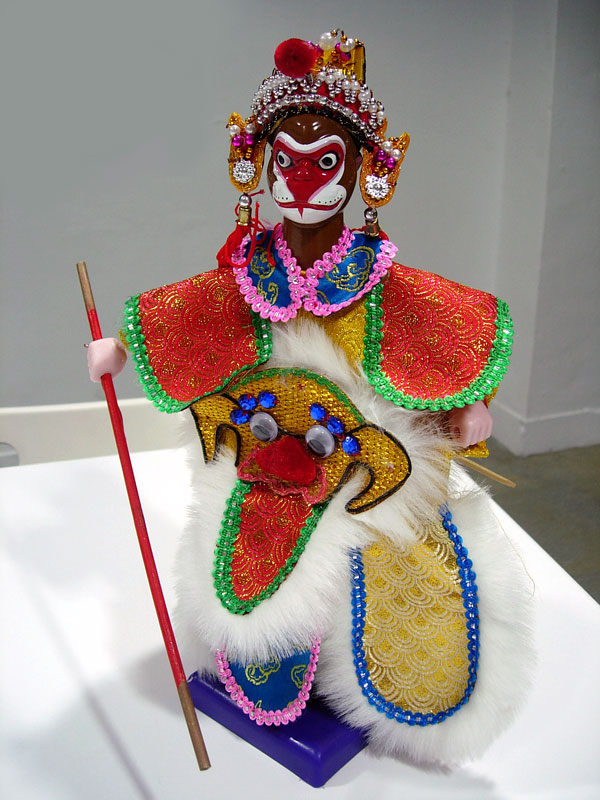
손인형(중국 '포대희(布袋戱)'의 손오공 인형)

손인형은 인형을 손과 손가락에 끼워서 조종하는 인형 형태를 말한다. 대개는 머리 부분을 집게손가락에 끼우고 왼 팔은 엄지손가락, 오른 팔은 가운데손가락으로 조종하게 된다.
프랑스에서는 기뇰(Guignol), 영국에서는 펀치(Punch), 이탈리아에서는 브라띠니(Burattini), 중국에서는 포대희(布袋戱) 같이 부른다.
간혹 세분하여, 인형을 손에 장갑처럼 끼워서 조종하는 방식을 '손인형', 인형을 손가락에 끼우는 방식을 손가락인형이라고 달리 부르는 이들도 있으며, 좀 다른 형식으로는 인형을 장갑처럼 손에 끼우고 엄지로 아래턱을, 나머지 손가락으로 윗턱을 조종하는 형식의 인형을 대한민국에서는 '손인형'(혹은 '장갑인형')이라고 섞어 부르기도 한다.

## 같이 보기
- 기뇰
- 손가락인형